# Juan Vázquez de Mármol
Juan Vázquez de o del Mármol fue un sacerdote y escritor español de la segunda mitad del siglo XV y principios del XVI, nacido probablemente en Granada y fallecido después del 26 de septiembre de 1615.
Estudió en Salamanca y se licenció en teología. Fue capellán de la Real Capilla de Granada y corrector general por Su Majestad. Hombre de doctrins y talento nada vulgar y de gran cultura, escribió numerosas obras, unas originales y otras traducidas, entre las que pueden mencionarse:
- San Anselmo, sus meditaciones (1567)
- Exposición del Padre Nuestro Pico Mirandulano
- Orden para oir y ayudar á misa
- El confesionario de Santo Tomás de Aquino
- Historia del reino de Nápoles, de Pandulfo Collenutio (Sevilla, 1584)
- El novicio espiritual (Madrid, 1587)
- El Breviario reformado (Valladolid, 1605)

Además en la Biblioteca Nacional de España se conservan de Vázquez de Mármol los siguientes manuscritos:
- Razón de códices que contienen concilios
- Tratamientos, observaciones y extractos de varios autores y relaciones genealógicas de España
- Notae in Terentianum Maurum